# رومانسية جديدة

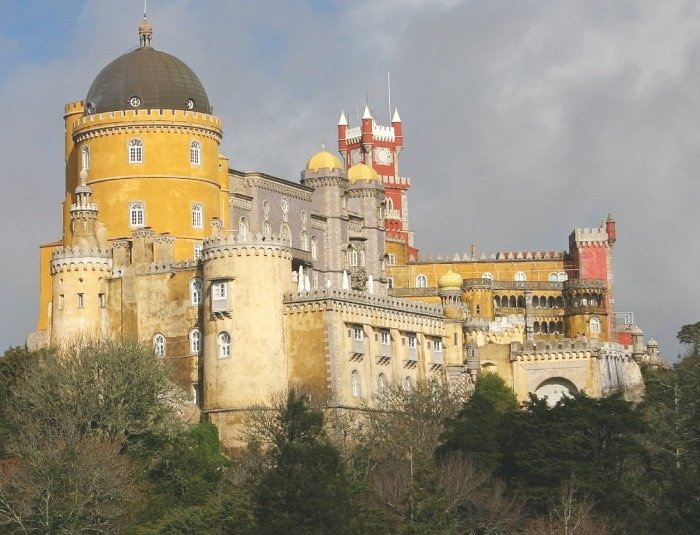
قصر بينا في شنترة في البرتغال، يعتبر أحد النقاط المرجعية للهندسة المعمارية للرومانسية الجديدة.

يستخدم مصطلح الرومانسية الجديدة (بالإنجليزية: Neo-romanticism)‏ لتغطية مجموعة متنوعة من الحركات في الفلسفة والأدب والموسيقى والرسم والهندسة المعمارية، وكذلك الحركات الاجتماعية، التي وجدت بعد دمج وتجسيد عناصر من عصر الرومانسية. وقد استخدم مع الإشارة إلى الملحنين في أواخر القرن التاسع عشر مثل ريتشارد فاجنر ولا سيما كارل دالهاوس الذي يصف موسيقاه بأنها «ازدهار متأخر من الرومانسية في عصر الوضعي». وهو يعتبرها مرادفًا لعصر فاغنر، منذ حوالي عام 1850 حتى عام 1890 - بداية عصر الحداثة، وكان أبرز ممثليهما الأوائل ريتشارد شتراوس وجوستاف ماهلر (Dahlhaus 1979). تم تطبيقه على الكتاب والرسامين والملحنين الذين رفضوا أو هجروا أو عارضوا الواقعية أو الطبيعة أو الحداثة الطليعية في نقاط مختلفة في الوقت من حوالي 1840 حتى الوقت الحاضر.

## أواخر القرن التاسع عشر وأوائل القرن العشرين
تعتبر الرومانسية الجديدة بالإضافة إلى الرومانسية معارضة للنظرية الطبيعية - في الواقع، فيما يتعلق بالموسيقى، تُعتبر الطبيعانية غريبة وحتى معادية 
(Dahlhaus 1979, 100). في الفترة التي تلت التوحيد الألماني في عام 1871، رفضت الطبيعانية الأدبية الرومانسية باعتبارها تشويهًا مثاليًا مضللًا للواقع. أصبحت الطبيعة بدورها غير قادرة على ملء «فراغ» الوجود الحديث. جاء بعض النقاد مثل هيرمان بحر وهينريش مان وإوجين ديديريش لمعارضة المذهب الطبيعي والمادية تحت شعار «الرومانسية الجديدة»، مطالبين بإعادة توجيه ثقافي يستجيب لـ «شوق الروح لمعنى ومضمون في الحياة» قد يحل محل شظايا المعرفة الحديثة مع نظرة شاملة للعالم (كولنباخ 2009، 261).

## أواخر القرن العشرين
تم اقتراح «الرومانسية الجديدة» كتسمية بديلة لمجموعة الملحنين الألمان الذين تم تحديدهم بحركة Neue Einfachheit القصيرة العمر في أواخر السبعينيات وأوائل الثمانينيات. جنبا إلى جنب مع عبارات أخرى مثل «نغمة جديدة»، تم انتقاد هذا المصطلح بسبب عدم وجود دقة بسبب التنوع بين هؤلاء الملحنين، الذين يعد عضوهم الرئيسي هو ولفجانج ريهم (Hentschel 2006, 111).

## بريطانيا

### 1880-1910
أنظر:
- لويس كارول
- جون روسكين
- إدوارد الجار
- جيرارد مانلي هوبكينز
- فوجان ويليامز
- الحركة الجمالية وحركة الفنون والحرف
- الرمزية (الفنون)
- يبيتس ييتس
- روديارد
- عبد الرحمن هوسمان
- العمارة القوطية الجديدة

### 1930-1955
في تاريخ الفن البريطاني، يطبق مصطلح «الرومانسية الجديدة» على مدرسة فضفاضة تابعة لطلاء المناظر الطبيعية التي ظهرت في حوالي عام 1930 واستمرت حتى أوائل الخمسينيات. تم تصنيفها لأول مرة في مارس 1942 من قبل الناقد ريموند مورتيمر في نيو ستيتسمان . نظر هؤلاء الرسامون إلى فنانين من القرن التاسع عشر مثل وليم بليك ولكنهم تأثروا أيضًا بالفنانين التكعيبيين وفناني ما بعد التكعيبية مثل بابلو بيكاسو وأندريه ماسون. كان الدافع وراء هذه الحركة جزئياً هو الرد على تهديد الغزو خلال الحرب العالمية الثانية. وشملت الفنانين المرتبطة بشكل خاص مع بدء هذه الحركة بول ناش، جون بايبر، هنري مور، إيفون هيتشنز، وخاصة غراهام ساذرلاند. وشمل جيل الشباب جون مينتون، مايكل ايرتون، جون كراكستون، كيث فوغان، روبرت كولكوهون، وروبرت ماكبريد (Button 1996)

## أوروبا الغربية
ساهمت الفلسفة الجمالية لكل من آرثر شوبنهاور وفريدريش نيتشه بشكل كبير في التفكير الرومانسي الجديد.
- كنوت هامسون (النرويج)
- سيجوردور نوردال (أيسلندا)
- انطون بروكنر (النمسا)
- واندرفوجيل (ألمانيا)

## أوروبا الشرقية
- الكسندر كازبيجي (جورجيا)
- أولادسيمير كاراتكيفيتش (بيلاروسيا)
- يوهانس سيمبر (استونيا)
- ماري أندر (إستونيا)
- أوديسيوس إليتيس (اليونان)
- حركة الشباب البولندي (بولندا)
- انتوني لانج (بولندا)
- ستانيسلاو برزيبيزيوسكي (بولندا / ألمانيا)
- تاديوش ميكيسكي (بولندا)
- كارول سزيمانوفسكي (بولندا)
- يوجين بيرمان (روسيا)
- بافيل تشيليتشو (روسيا)
- دراغوتين كيت (سلوفينيا)

## الهند
- حركة شهيافاد (بالإنجليزية: Chhayavaad) في الأدب الهندي

## الولايات المتحدة الأمريكية
- تصوير جوستين كورلاند
- دونا تارت، ولا سيما روايتها الشعبية الأولى «التاريخ السري»

## اليابان
ابتداءً من منتصف الثلاثينيات واستمرت حتى الحرب العالمية الثانية، كانت حركة أدبية يابانية جديدة يقودها الكاتب ياسودا يوجرو (Torrance 2010, 66).

### المظاهر الحديثة
- فن الخيال
- الثقافة القوطية
- الإقليمية (فن)
- وثنية جديدة
- الروحانية الحديثة (موسيقى)

## روابط خارجية
- EBNR: موسوعة الحركة البريطانية الحديثة